# Johann Knipius
Johann Knipius Andronicus, auch Cnipius, eigentlich Kneip (* um 1510? in Andernach?; † 1586) war ein deutscher Humanist, Schulrektor und Theologe der Reformationszeit.

## Leben
Knipius stammte möglicherweise aus Andernach und war Magister und Dr. theol. Er war Pfarrer und Rektor an verschiedenen Lateinschulen der Kurpfalz, so in Heppenheim an der Wiese und ab 1543 in Andernach. 1550 wurde er vom Rat der Reichsstadt Frankfurt am Main als ein „in theologischer Wissenschaft als auch in Schul-Sachen und anderen Geschicklichkeiten wohlgeübter Mann, auch ein guter Poeta“ zum Rektor der städtischen Lateinschule berufen.
Knipius war ein Freund und Anhänger Philipp Melanchthons und vertrat als einziger Frankfurter Theologe seiner Zeit die gemäßigte philippistische Position im adiaphoristischen Streit. Der Frankfurter Rat hatte 1548 notgedrungen das Augsburger Interim angenommen, um die lebenswichtigen städtischen Privilegien der Kaiserwahl und der Frankfurter Messe zu bewahren. Gegen den Vollzug des Interims opponierte seitdem das Predigerministerium unter Führung der Gnesiolutheraner Hartmann Beyer und Matthias Ritter.
Ab 1554 verschärfte sich der konfessionelle Streit in Frankfurt durch den Zuzug calvinistischer Flüchtlinge unter Führung von Valérand Poullain und Jan Łaski aus England und den Niederlanden. Während Knipius mit einigen gemäßigten Patriziern im Rat die Ansiedelung der Flüchtlinge befürwortete, wies das Predigerministerium auf die unüberwindlichen Unterschiede in der Abendmahlslehre hin. Letztlich erzwang das Ministerium, trotz eines Vermittlungsversuches von Johannes Calvin, der 1556 nach Frankfurt gekommen war, 1561 das Verbot des reformierten Gottesdienstes in Frankfurt.
Knipius ergriff – unter Berufung auf Melanchthon – in der Auseinandersetzung entschieden Partei für die Reformierten. 1560 ließ er unter dem Pseudonym Johannes Candidus die Schrift Christiana confessio de coena Domini exhibita nuper quibusdam Theologis erscheinen. Darin vertrat er die Thesen, Christi Leib sei nicht allgegenwärtig, der Genuss des wahren Leibes und Blutes Christi sei ein geistlicher und Gott, der über alle Kreatur sei, könne nicht mittels kreatürlicher Stoffe bei uns Wohnung machen. In einer zweiten Schrift kritisierte er die Ansichten der orthodoxen Prediger. Das Predigerministerium, namentlich Ritter, reagierte darauf mit scharfer Polemik und drohte: „Wo er auf seinem Irrtum beharren will, so werden wir verursacht, und sind für Gott schuldig, die Bürger zu verwarnen, daß sie ihre Kinder aus seiner Schule nehmen, auf daß sie mit seinem Irrtum nicht vergiftet werden“.
Überdies verlor Knipius offenbar an Rückhalt im Rat wegen eines Interessenkonfliktes: Sein Sohn Johannes Cnipius der Jüngere war über seine Ehefrau Barbara Egenolff, eine Tochter des Buchdruckers Christian Egenolff, die er 1557 geheiratet hatte, Teilhaber der Druckerei geworden. Zugleich unterrichtete er als Collaborant seines Vaters an der Lateinschule. Dagegen richtete sich Kritik, überdies wurde Cnipius denunziert, im Unterricht „lächerliche Possen und buhlerische Schwänke“ betrieben zu haben. Der Rat entließ deshalb 1561 Cnipius den Jüngeren und ernannte an seiner Stelle Georg Dimpelius zum Collaboranten.
Daraufhin bat auch der Vater um den Abschied von seinem Rektorenamt, den der Rat im Februar 1562 gewährte.

## Werke
Knipius war Verfasser verschiedener theologischer Abhandlungen und Streitschriften. Er führte eine umfangreiche Korrespondenz mit führenden Vertretern der Reformation sowie mit Frankfurter Patriziern, darunter Hans und Claus Bromm, Johann von Glauburg und Conrad Humbracht. Er schrieb zudem lateinische und griechische Epigramme, unter anderem auf Frankfurter Persönlichkeiten zur Zeit der Belagerung 1552 im Fürstenaufstand.